# Steve Hogarth
Steve Hogarth, właśc. Ronald Stephen Hoggarth (ur. 14 maja 1956 w Kendal) – brytyjski muzyk, wokalista zespołu Marillion, znany także jako H.
Były muzyk zespołów The Europeans i How We Live.

## Kariera muzyczna

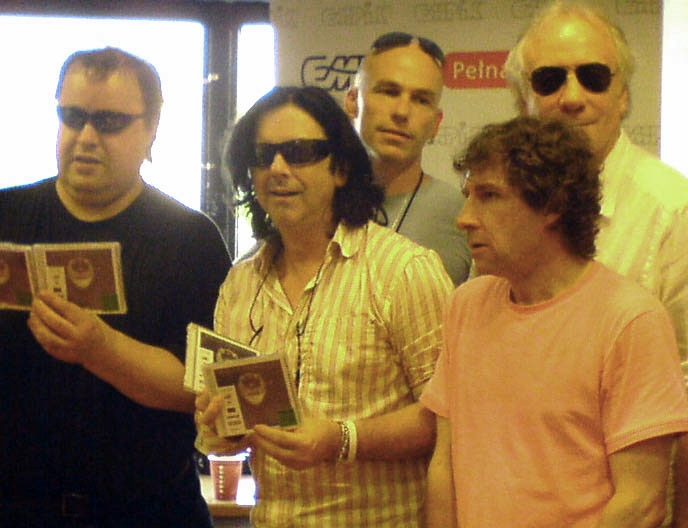
Marillion w Empiku – Steve Hogarth pośrodku

Urodził się w 1956 roku, niektóre źródła podają rok 1959.
Jako pianista-samouk karierę muzyczną rozpoczął w 1981 w szkockim zespole The Europeans. Zgłosił się z ogłoszenia na przesłuchanie ponieważ grupa poszukiwała klawiszowca. Występował w zespole do 1985 tworząc cztery albumy, w tym także koncertowe.
Odszedł z grupy z drugim muzykiem zespołu Colinem Woore tworząc zespół How We Live. Ich album z 1987 Dry Land nie zdobył uznania na rynku muzycznym. Zdesperowany Hogarth rozważał podjęcie pracy mleczarza, ale po rozmowach z przyjacielem Darrylem Wayem i producentami muzycznymi wysłał swoje nagrania do zespołu Marillion, który poszukiwał wokalisty po rozstaniu z Fishem w 1988.
Po przesłuchaniu zespół chciał go przyjąć, Hogarth jednak zwlekał z podjęciem decyzji, gdyż rozważał także zaangażowanie się w trasę koncertową w USA z zespołem The The. W końcu zaakceptował ofertę Marillion, gdyż zespołowi zależało na wkładzie własnym artysty, a nie powielaniu dokonań poprzednika.
Do 2005 nagrał razem z Marillion 9 płyt studyjnych. Wydał także jeden solowy album pod pseudonimem 'H' – Ice Cream Genius, wspólnie z keybordzistą zespołu Porcupine Tree Richardem Barbieri oraz muzykami Dave’em Gregorym i Clemem Burke z zespołu Blondie. Album ten obejmuje wiele muzycznych stylów od melodyjnego popu do cięższego, bardziej kontemplacyjnego rocka progresywnego.
Następnym przedsięwzięciem artysty był The H-Band, gdzie wspólnie z innymi muzykami koncertował na wielu europejskich trasach. Współpracował z takimi muzykami jak gitarzystą Azizem Ibrahimem z zespołu Stone Roses, perkusistą Andym Gangadeenem z Massive Attack i basistą Jinglesem. Ze Steve’em Hogarthem i zespołem Marillion współpracuje także wiolonczelistka Stephanie Sobey-Jones. Ostatnio jego trasa koncertowa h Natural odbyła się wiosną i latem 2006. Podczas niej występował solowo i grał na fortepianie, wplatając między utwory komentarz i konwersację z publicznością. 11 czerwca 2006 wystąpił na koncercie w warszawskim kinoteatrze „Bajka”.
Podczas solowych występów Steve Hogarth oprócz wykonywania piosenek własnych i zespołu Marillion wykonuje m.in. covery takich artystów jak Leonard Cohen, Kate Bush, John Lennon.

## Twórczość poza zespołem Marillion

### Albumy z zespołem The Europeans
- 1982 Vocabulary
- 1983 Recognition
- 1984 Recurring Dreams
- 1984 Live

### Albumy z zespołem How We Live
- 1987 Dry Land

### Występy gościnne

#### Jako klawiszowiec
- 1983 – Annabel Lamb: Once Bitten
- 1986 – Do Re Mi: Domestic Harmony
- 1986 – The The: Infected
- 1988 – Toni Childs: Reunion

#### Jako wokalista
- 1987 – Blue Yonder: Blue Yonder
- 1987 – Julian Cope: Saint Julian
- 1990 – Rock Against Repatriation: 'Sailing'
- 1998 – Chucho Merchan: Ocean Songs
- 1999 – John Wesley: The Emperor Falls

### Solowa dyskografia
- 1997 Ice Cream Genius
- 2002 Live Spirit: Live Body